# Tolumnia prionochila
Tolumnia prionochila är en orkidéart som först beskrevs av Friedrich Fritz Wilhelm Ludwig Kraenzlin, och fick sitt nu gällande namn av Guido Jozef Braem. Tolumnia prionochila ingår i släktet Tolumnia och familjen orkidéer. Inga underarter finns listade i Catalogue of Life.